# Море Змеи
Мо́ре Змеи́ (лат. Mare Anguis) — лунное море на видимой стороне Луны. Имеет в диаметре 150 километров. Расположено к северо-востоку от моря Кризисов рядом с кратером Эймарт. Сформировано в Нектарский период. Как и большинство лунных морей, море Змеи представляет собой равнину, заполненную застывшей базальтовой лавой, из-за чего выглядит тёмным.